# Trybunał inkwizycji w Perugii
Trybunał inkwizycji w Perugii – sąd inkwizycyjny z siedzibą w Perugii w Państwie Kościelnym, kierowany przez dominikanów. Działał w latach 1551–1860 (z krótką przerwą 1809–1815) i należał do struktur inkwizycji rzymskiej.

## Historia
Umbria w średniowieczu (od 1254) objęta była działalnością inkwizytorów z zakonu franciszkanów. Kiedy jednak w połowie XVI wieku do środkowej Italii zaczęły przenikać idee reformacji, władze kościelne zdecydowały się na utworzenie nowych struktur do zwalczania herezji. W 1542 papież Paweł III utworzył w Rzymie Kongregację Rzymskiej i Powszechnej Inkwizycji (Święte Oficjum), która miała za zadanie kierowanie działalnością inkwizycyjną we Włoszech. Kongregacja, nie mogąc w pełni polegać na średniowiecznych strukturach inkwizycyjnych, zaczęła w niektórych regionach tworzyć zupełnie nowe trybunały, Tak było m.in. w Umbrii, gdzie od 1551 działał komisarz Kongregacji, dominikanin Matteo Lachi. Jego następcą w 1566 został inny dominikanin Nicola Alessi, który w 1577 otrzymał tytuł generalnego inkwizytora Umbrii i stanął na czele regularnego trybunału inkwizycyjnego. W 1590 jego następca, inkwizytor Vincenzo Castrucci, skazał na śmierć pewną kobietę jako czarownicę. Była to jedna z ostatnich egzekucji za czary we Włoszech.
Inkwizytor Perugii początkowo był tytułowany „generalnym inkwizytorem Umbrii”, gdyż podlegał mu prawie cały ten region. Jednakże w 1685 papież Innocenty XI dokonał secesji kilku diecezji w południowej Umbrii i podporządkował je nowo utworzonemu trybunałowi w Spoleto – dotychczasowemu wikariatowi inkwizycji z Perugii.
Trybunał w Perugii został po raz pierwszy zniesiony po zajęciu Państwa Kościelnego przez napoleońską Francję w 1809. Cesarz Napoleon Bonaparte, za pośrednictwem marionetkowej Rady Nadzwyczajnej Państwa Rzymskiego, 2 lipca 1809 wydał dekret o zniesieniu trybunałów inkwizycji w Lacjum i Umbrii.
Po klęsce Napoleona i odnowieniu Państwa Kościelnego w 1815 działalność trybunału w Perugii została wznowiona. Podczas rewolty republikańskiej w 1849 zniszczeniu uległo archiwum trybunału. W 1860 Umbria została anektowana przez Królestwo Sardynii, a nowe władze 20 września 1860 wydały dekret o zniesieniu inkwizycji.

## Organizacja
Siedzibą trybunału był początkowo konwent S. Domenico w Perugii, jednak w XVII wieku papież Urban VIII ufundował budowę specjalnego budynku spełniającego tę rolę (Palazzetto dell’Inquisizione). Na czele trybunału stał inkwizytor wywodzący się z rzymskiej prowincji zakonu dominikanów. Po 1685 podlegał mu obszar sześciu diecezji (Perugia, Camerino, Asyż, Citta della Pieve, Città di Castello, Todi), podzielonych na 64 wikariaty, na których czele stali zastępcy inkwizytora tytułowani jako wikariusze generalni (jeśli rezydowali w stolicach diecezji) lub wikariusze rejonowi (jeśli rezydowali w okręgu na prowincji). Wikariusze generalni byli dominikanami, natomiast wikariusze rejonowi wywodzili się także z zakonu franciszkanów lub duchowieństwa świeckiego.

## Lista inkwizytorów
- Matteo Lachi OP, komisarz Świętego Oficjum (1551–1566)
- Nicola Alessi da Perugia OP, komisarz Świętego Oficjum (1566–1577), inkwizytor (1577–1585)
- Vincenzo Castrucci da Firenze OP (1585–1598)
- Benedetto Ercolani OP (1598–1616)
- Vincenzo Ercolani OP (1616)
- Tommaso Margottini OP (1616–1623)
- Francesco Galasini OP (1623–1632)
- Vincenzo Maria Pellegrini OP (1632–1654)
- Francesco Galasini OP [ponownie] (1654–1664)
- Giacinto Picchetti da Roma OP (1664–1675)
- Raimondo Grossi da Perugia OP (1675–1684)
- Paolo Ottaviani da Bagnaia OP (1684–1724)
- Giovanni Niccolò Selleri da Panicale OP (1725–1733)
- Vincenzo Maria Ferretti OP (1733–1737)
- Mariani Pisano OP (1737–1745)
- Pietro Paolo Palma OP (1745–1782)
- Raimondo Zolla da Vetralla OP (1782–1785)
- Pier Domenico Bernardi OP (1785–1804)[1]
- Benedetto Cappelli OP (1804–1809 i ponownie 1827/28–1830)[2]
- Giovanni Andrea Luvisi OP (1815-1827/28)[3]
- Tommaso Lazarini OP (1830–1835/36)
- Angelo Vincenzo Maurizi OP (1835/36-1847)[4]
- Giacinto Novaro OP (1847–1854/55)
- Tommaso Vincenzo Rinaldi OP (1854/55–1860)[5]